# Tom Caluwé
Tom Caluwé (Rumst, 11 aprile 1978) è un allenatore di calcio ed ex calciatore belga, di ruolo centrocampista.

## Carriera

### Club
Durante la sua carriera ha giocato con varie squadre di club, tra cui l'AEK Larnaca, in cui si è trasferito nel 2011.

### Nazionale
Conta una presenza ed una rete con la Nazionale belga.

## Palmarès

### Club

#### Competizioni nazionali
- Tweede klasse: 1

Mechelen: 1998-1999